# Llaillay
Llaillay é uma comuna da província de San Felipe de Aconcágua, localizada na Região de Valparaíso, Chile. Possui uma área de 349,1 km² e uma população de 21.644 habitantes (2002).